# ساردیس (اوهایو)
ساردیس (به انگلیسی: Sardis) یک منطقهٔ مسکونی در ایالات متحده آمریکا است که در شهرستان مونرو، اوهایو واقع شده‌است. ساردیس ۳٫۲ کیلومتر مربع مساحت و ۵۵۹ نفر جمعیت دارد و ۲۰۳٫۶۱ متر بالاتر از سطح دریا واقع شده‌است.